# Taeniotes boliviensis
Taeniotes boliviensis es una especie de escarabajo longicornio del género Taeniotes, tribu Monochamini, subfamilia  Lamiinae. Fue descrita científicamente por Dillon & Dillon en 1941.

## Descripción
Mide 21-41 milímetros de longitud.

## Distribución
Se distribuye por Argentina, Bolivia y Ecuador.